# Bavarska
Bavarska (njem. Bayern), punim imenom Slobodna Država Bavarska (njem. Freistaat Bayern), površinom je najveća savezna zemlja (Bundesland) Njemačke smještena na njezinu jugoistoku. Ime je dobila po Bavarcima, svojemu većinskom stanovništvu. Glavni je grad pokrajine München. 

## Povijest
U vrijeme je cara Augusta područje južno od Dunava naseljeno Keltima postalo dijelom Rimskoga Carstva. Kada se Rimsko Carstvo raspalo, na tom se području formiralo novo pleme Bavaraca (Bajuvarí) od keltskoga stanovništva koje je tu bilo od ranije, Germana koji su nakon raspada Rimskoga Carstva prodrli u taj prostor sa sjevera i Rimljana koji nisu otišli s glavninom, nego su se stopili sa starosjedilačkim stanovništvom.
Od 555. je godine utvrđeno postojanje bavarskoga plemenskoga vojvodstva u različitim, manje ili više samostalnim oblicima organizacije. Od 1180. pa sve do 1918. područjem je, u obliku teritorijalno organiziranoga vojvodstva, upravljala obitelj Wittelsbach, a teritorij je u tom razdoblju bitno mijenjao i veličinu, i saveznike, i status (manje ili više samostalan). 
U okviru općih nemira 1918. u Njemačkoj dolazi do sloma monarhije Wittelsbachovih te iz sastava Bavarske izlazi falačko porajnje, te u tom teritorijalnom obujmu do danas Bavarska ima status savezne zemlje, odnosno pokrajine.

## Osnivanje pokrajine
Temelji se pokrajinske politike oslanjaju na Ustav Slobodne Države Bavarske, usvojen 2. prosinca 1946. Bavarska se definira kao slobodna država (republika) i narodna država (demokracija). 

## Politika
Slobodna Država Bavarska ima, slično kao i druge njemačke savezne države, svoju zakonodavnu vlast koju vrši pokrajinski parlament (njem. Bayerischer Landtag) s ukupno 180 zastupnika na mandat od pet godina (do 1998. svake četiri godine).
Temeljem se većine zastupnika iz stranaka zastupljenih u pokrajinskom parlamentu sastavlja  Bavarska državna vlada (njem. Bayerische Staatsregierung). Osim Zemaljskoga parlamenta, poseban oblik zakonodavne vlasti imaju i sami birači kroz referendum kojim odlučuju o potrebi donošenja ili bitnim promjenama pojedinih zakonodavnih rješenja. 
Od 1966. je do 2008. apsolutnu većinu zastupnika u parlamentu u kontinuitetu imala Kršćansko-socijalna unija u Bavarskoj (Christlich-Soziale Union in Bayern), pa je prema tomu sastavljala sve vlade.
Izvršnu vlast čini Bavarska državna vlada (Bayerische Staatsregierung). Na čelu joj je ministar-predsjednik. Ministar-predsjednik vodi poslove vlade, određuje politički smjer, zastupa Bavarsku prema van te imenuje državne ministre i državne tajnike.
Ministar-predsjednik je od 2018. Markus Söder.
Najviši je bavarski sud Bavarski ustavni sud. Najviša su tijela sudbene vlasti Bavarski vrhovni sud, Bavarski upravni sud i Bavarski socijalni sud. 

### Ministri-predsjednici Bavarske
|    | Ministar-predsjednik | Početak mandata | Završetak mandata | Stranka  |
| 1  | Fritz Schäffer       | 1945.           | 1945.             | neovisan |
| 2  | Wilhelm Hoegner      | 1945.           | 1946.             | SPD      |
| 3  | Hans Ehard           | 1946.           | 1954.             | CSU      |
| 4  | Wilhelm Hoegner      | 1954.           | 1957.             | SPD      |
| 5  | Hanns Seidel         | 1957.           | 1960.             | CSU      |
| 6  | Hans Ehard           | 1960.           | 1962.             | CSU      |
| 7  | Alfons Goppel        | 1962.           | 1978.             | CSU      |
| 8  | Franz Josef Strauß   | 1978.           | 1988.             | CSU      |
| 9  | Max Streibl          | 1988.           | 1993.             | CSU      |
| 10 | Edmund Stoiber       | 1993.           | 2007.             | CSU      |
| 11 | Günther Beckstein    | 2007.           | 2008.             | CSU      |
| 12 | Horst Seehofer       | 2008.           | 2018.             | CSU      |
| 13 | Markus Söder         | 2018.           | na dužnosti       | CSU      |

### Sastav Bavarskoga parlamenta
U Bavarskom je parlamentu zastupljeno šest stranaka. Nakon pokrajinskih izbora održanih 14. listopada 2018. godine, stranačka je zastupljenost sljedeća (ukupno 205 mandata)Bayerischer Landtag, Fraktionen (2018-2023):
- Kršćansko-socijalna unija (CSU)   85 zastupnika
- Zeleni (Bündnis90/Die Grünen)   38 zastupnika
- Savez slobodnih glasača   27 zastupnika
- Socijaldemokratska stranka (SPD)   22 zastupanika
- Alternativa za Njemačku (AfD)   20 zastupnika
- Slobodna demokratska stranka (FDP)   11 zastupnika
- Neovisni   2 zastupnika

Rezultati su izbora 2018. bili sljedeći (u zagradi je razlika prema izborima 2013.)Landtagswahl am 14. Oktober 2018 in Bayern   Arhivirana inačica izvorne stranice od 26. rujna 2019. (Wayback Machine):
- CSU 37,2% (-10,5%)
- SPD 9,7% (-11%)
- Slobodni glasači 11,6% (+2,6%)
- Zeleni 17,6% (+9,0%)
- FDP 5,1% (+1,8%)
- Ljevica (Die Linke) 3,2% (+1,1%)
- AfD 10,2% [+10,2%]
- ostali 6,1% (-3,3%)

### Lokalna samouprava
U Bavarskoj, lokalnu samoupravu vrši 7 upravnih kotara (Regierungsbezirk) koji su podijeljeni na 71 zemaljski okrug (Landkreis), 25 gradova s upravnom samostalnošću i 2031 općina i gradova. 
- Grbovi
- Gornja Bavarska
- Donja Bavarska
- Gornja Falačka
- Gornja Frankonija
- Središnja Frankonija
- Donja Frankonija
- Švapska

Upravna su područja Gornja Bavarska, Donja Bavarska, Gornja Falačka, Gornja Frankonija, Središnja Frankonija, Donja Frankonija i Švapska. Upravnu vlast pojedinoga kotara vrši Kotarska skupština koja se bira svakih 5 godina, istodobno kada se održavaju i izbori za Bavarski parlament.
Okruzi, samostalni gradovi, gradovi i općine biraju svoja vijeća, te izravno gradonačelnika na mandat od šest godina.

## Najveći gradovi
| Grad       | Okrug             | Stanovništvo 31.12.2000. | Stanovništvo 30.6.2005. |
| ---------- | ----------------- | ------------------------ | ----------------------- |
| München    | München (grad)    | 1.210.223                | 1.254.300               |
| Nürnberg   | Nürnberg (grad)   | 488.400                  | 497.254                 |
| Augsburg   | Augsburg (grad)   | 254.982                  | 262.140                 |
| Würzburg   | Wützburg (grad)   | 127.966                  | 133.188                 |
| Regensburg | Regensburg (grad) | 125.676                  | 129.175                 |
| Ingolstadt | Ingolstadt (grad) | 115.722                  | 120.575                 |
| Fürth      | Fürth (grad)      | 110.477                  | 113.076                 |
| Erlangen   | Erlangen (grad)   | 100.778                  | 102.745                 |

Ostale općine i naselja: Gröbenzell (19.275), Ustersbach, Wollaberg.

## Religija
56.4% stanovnika Bavarske su katolici dok njih 21% pripada Evangeličkoj (luteranskoj) Crkvi Njemačke. Većina je Bavarske tradicionalno katolička, pogotovo područje tzv. Stare Bavarske. Luteranizam dominira u Frankoniji koja je Bavarskoj pripojena 1806. godine kao i Rajnska Falačku. Jedino Saarska ima veći postotak katolika od Bavarske. Katolička je pastva podijeljena na nadbiskupije München i Freising te Bamberg i biskupije Eichstätt, Würzburg te Augsburg, Passau i Regensburg. Prema stanju iz 2008. na području biskupije Passau bilo je 88% katolika, što je najveći postotak u Njemačkoj.

## Zemljopis
Bavarska se nalazi u jugoistočnoj Njemačkoj i obuhvaća:
- Bavarske Alpe na jugu
- Prednje Alpe sve do Dunava s tri velika jezera Gornje Bavarske
- Istočnobavarsko Sredogorje
- Pokrajina švapskoga i franačkoga Alba.

Najniža je točka Bavarske Kahl na Majni (107 m, Donja Frankonija), a najviša je točka vrh Zugspitze (2.962 m) što je istovremeno i najviša točka Njemačke (okrug Garmisch-Partenkirchen).
Najveća je rijeka Dunav koji kod Pasaua prelazi u Austriju. Najveće su mu pritoke:
- Iller, Lech, Isar i Inn (desne pritoke)
- Wörnitz, Altmühl, Naab i Regen (lijeve pritoke).

Prve četiri rijeke izviru u Alpama i bogate su vodom. Inn na ušću u Dunav kod Passaua dovodi najčešće veću količinu vode nego što je na tom mjestu dolazi Dunavom. 
Klima se od sjeverozapada, gdje je razmjerno blaga, prema istoku mijenja i postaje hladnijom. Temperature su oko 100 dana ispod ništice, a prosječna je količina padalina oko 70 cm, osim u nekim dijelovima Alpa gdje mjestimično doseže i do 180 cm. Prosječno je sunčano 1600 do 1900 sati godišnje.

## Gospodarstvo
Bavarska je gospodarski snažna i bogata zemlja. Tijekom posljednjih nekoliko desetljeća razvila se iz agrarnoga u tehnološki razvijeno područje. Sredinom je 2004. stopa nezaposlenosti iznosila 6,5%.
Međutim, u Bavarskoj postoji najveći nerazmjer gospodarske razvijenosti različitih područja od svih saveznih pokrajina Njemačke. Najveću gospodarsku snagu ima područje oko Münchena (s Gornjom Bavarskom i Augsburgom), kao i regija Nürnberg-Fürth-Erlangen, Donja Frankonija između Würzburga i Aschaffenburga, kao i područje oko Regensburga. S druge strane, u područjima kao što su Gornja Frankonija ili sjeverni dio Gornje Falačke, gospodarska je snaga znatno manja. U nekim je dijelovima tih područja nezaposlenost veća od 10%. Ipak, posljednjih se godina stanje donekle popravlja.
U Bavarskoj se nalaze tri atomske centrale, a pokraj Münchena djeluje i jedan istraživački reaktor.

## Kultura
Bavarci imaju više od 1000 godina staru kulturu. U Ustavu se Bavarske ona proglašava i državom kulture. U godišnjem proračunu za 2003. godinu, umjetnost su i kultura dobili više od 500 mil. €, čemu treba dodati još i značajnu podršku bavarskih komuna i privatnih darivatelja.
S više od 1.500 muzeja, Bavarska ih ima više od bilo koje druge savezne države. Tomu se pribraja i velik broj privatnih kolekcija, starih dvoraca i vrtova.

## Vanjske poveznice
- Službene stranice bavarske pokrajinske vlade
- Portal bavarske turističke zajednice  Arhivirana inačica izvorne stranice od 27. srpnja 2021. (Wayback Machine)
- Bavarska zemaljska knjižnica Online  Arhivirana inačica izvorne stranice od 8. lipnja 2020. (Wayback Machine)
- Portal bavarske povijesti
- Bavarska komora za gospodarstvo  Arhivirana inačica izvorne stranice od 29. lipnja 2009. (Wayback Machine)